# Parallelodiplosis aprilis
Parallelodiplosis aprilis är en tvåvingeart som först beskrevs av Ephraim Porter Felt 1912.  Parallelodiplosis aprilis ingår i släktet Parallelodiplosis och familjen gallmyggor.
Artens utbredningsområde är New York. Inga underarter finns listade i Catalogue of Life.